# João Simões Lopes Neto
João Simões Lopes Neto (Pelotas, Río Grande del Sur, 9 de marzo de 1865 - Pelotas, 14 de junio de 1916) fue un escritor, folclorista y empresario brasileño. Está considerado como uno de los autores regionalistas más importantes de Brasil. En su obra literaria buscó rescatar y revalorizar la historia del gaúcho y de sus tradiciones.
Su fama literaria es póstuma, en especial luego del lanzamiento de la edición crítica de Contos Gauchescos y Lendas do Sul, en 1949, organizada para la Editora Globo por Augusto Meyer y con el apoyo del editor Henrique Bertaso y de Érico Veríssimo.

## Biografía
Hijo de los pelotenses Catão Bonifácio Simões Lopes y Teresa de Freitas Ramos, era nieto paterno del barón y visconde da Graça, João Simões Lopes, y de su primera esposa, Eufrásia Gonçalves Vitorino. Nació cerca de Pelotas, en la estancia da Graça, propiedad de su abuelo paterno. En ese lugar se familiarizó con las actividades de campo y residió hasta los once años, cuando fue trasladado a Pelotas luego del fallecimiento de su madre.
A los trece años se trasladó a Río de Janeiro para estudiar en el célebre Colegio Abílio. Al regresar a Río Grande del Sur se estableció durante un tiempo en una estancia administrada por su padre, cerca de Uruguayana. Luego se afincó en su tierra natal, Pelotas, por entonces una próspera ciudad con más de cincuenta saladeros o «charqueadas» que formaban la base de la economía regional.
Emprendió una serie de negocios que incluyeron una fábrica de vidrio y una destilería, pero fracasó en ambos. Una guerra civil en el estado de Río Grande del Sur, la Revolución Federalista, perjudicó severamente la economía local. Después, construyó una fábrica de cigarros bajo la marca «Diabo» («Diablo»), lo cual generó protestas religiosas. Su audacia empresarial lo llevó a montar una empresa para torrar y moler café, y desarrolló una fórmula a base de tabaco para combatir la sarna y las garrapatas. También fundó una empresa minera con la intención de buscar plata en Santa Catarina, pero el proyecto fracasó al tratarse de una estafa de la que fue víctima.
El 5 de mayo de 1892, se casó en la ciudad de Pelotas con Francisca de Paula Meireles Leite, conocida años más tarde como Dona Velha, quien le sobrevivió casi medio siglo. No tuvieron hijos pero adoptaron una niña.
Entre el 15 de octubre y el 14 de diciembre de 1893, bajo el seudónimo de «Serafim Bemol» y en coautoría con Sátiro Clemente y D. Salustiano, escribió en forma de folletín el poema en prosa A Mandinga. La propia existencia de los coautores es cuestionada, considerándose que se trató de una broma de Simões Lopes Neto.
Al final de su vida, empobrecido, sobrevivió como periodista en la ciudad de Pelotas. Murió en esa misma ciudad, a los 51 años, de una úlcera perforada.

## Obras
- Cancioneiro guasca (1910)
- Contos gauchescos (1912)[3]
- Lendas do Sul (1913)[4]
- Casos do Romualdo (1914)
- Terra Gaúcha (Editora Sulina, Porto Alegre, 1955) póstuma e inconclusa

Piezas teatrales
- A viúva Pitorra
- O bicho
- Por causa das bichas
- Amores e facadas ou Querubim Trovão
- Nossos filhos
- Jojô e Jajá e não Ioiô e Iaiá (1901)